# Поклонение на влъхвите (Фра Анджелико)
Вижте пояснителната страница за други значения на Поклонение на влъхвите.
„Поклонение на влъхвите“ е картина на италианския художник от XV век Фра Анджелико. 1442 г. рисувана на дърво с диаметър 137,3 cm. Намира се в Националната галерия във Вашингтон. 
Фра Анджелико, до приемането на монашество Гуидо ди Петро, е един от най-известните майстори на Флорентинската школа от Ранния Ренесанс. Той за пръв път се споменава като художник в документи от 1417 и 1418 г. със светското си име. Своето прозвище Фра Анджелико (Ангелски), или Фра Бе-ато-Анджелико (Блаженни, Ангелски) художникът получава скоро след смъртта си за своето удивително изкуство. Неговите произведения са пропити с искрено и дълбоко религиозно чувство, нормално за човек, който умее да се възхищава от хармонията във вселената, земната красота на великата Природа – Божии творения. Създадените от художника човешки образи носят отвлечен характер, те са вглъбени във вътрешно съзерцание на Божественото величие. Съпоставена на тях е природата, плътска и жива – цъфтящи градини, зелени гори и полета. Колоритното решение придава особена въздушност на произведенията, подчертава техният дълбок духовен смисъл. 
Картината „Поклонение на влъхвите“ е работена съвместно с Фра Филипо Липи и е от типа църковни картини, които се свързват с Фра Анджелико и които се отличават с естествена чувственост, с възвишена, поетична (ангелска) трактовка на сюжета. 